# 井田村 (島根県)
井田村（いだむら）は、島根県邇摩郡にあった村。現在の大田市の一部にあたる。

## 地理
都治川の上流に位置していた。

## 歴史
- 1889年（明治22年）4月1日、町村制の施行により、邇摩郡荻村、井田村、福田村、大田村が合併して村制施行し、井田村が発足[1][2]。
- 1954年（昭和29年）4月1日 - 邇摩郡温泉津町、福波村、湯里村と合併し温泉津町が存続して廃止された[1][2]。

### 地名の由来
成務天皇の時、各地の郡を分けて稲置を定免した際に、壱歩を九つに割りその一つを年貢とし残りの八つを免じたことによる。

## 産業
農業、木炭、瓦。